# Equipe ucraniana na Copa Davis
A equipe ucraniana na Copa Davis representa a Ucrânia na Copa Davis, principal competição de tênis masculina por equipes do mundo. É administrada pela Ukrainian Tennis Federation.